# Michael A. Hammer (Diplomat)

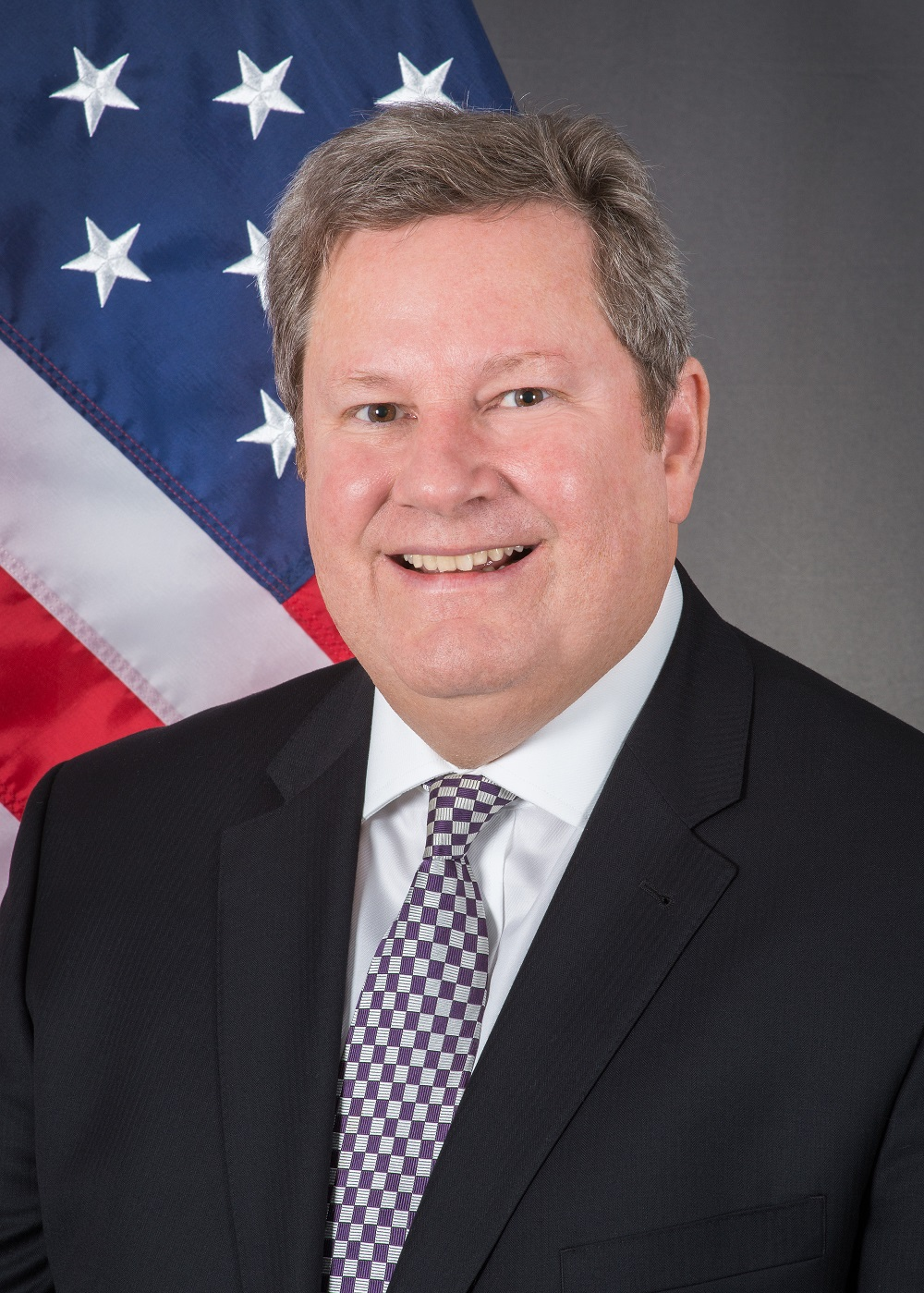
Micheal A. Hammer (2018)

Michael „Mike“ A. Hammer (* 1963) ist ein US-amerikanischer Diplomat, von 2012 bis 2013 Assistant Secretary of State for Public Affairs, von 2014 bis 2016 Botschafter in Chile und von 2018 bis 2022 Botschafter in der Demokratischen Republik Kongo. Er ist derzeit Geschäftsträger ad interim der Botschaft der USA in Kuba.

## Leben
Hammer wuchs in den lateinamerikanischen Ländern Honduras, El Salvador, Kolumbien, Venezuela und Brasilien auf. Er erhielt einen Bachelor von der Georgetown University, einen Master of Arts von der Fletcher School der Tufts University und einen Master of Science vom National War College der National Defense University. Zu Beginn seiner Karriere im United States Foreign Service, dem er 1988 beitrat, arbeitete er in diversen Botschaften als Desk Officer, im Operations Center des Außenministerium und von 1995 bis 1999 als Political Officer and Consul in Island, worauf er je ein Jahr lang als Deputy Spokesman und als Director for Andean Affairs beim United States National Security Council wirkte. Nachdem er 2001 bis 2003 dem Under Secretary for Political Affairs assistiert hatte, wurde er Political and Economic Counselor, von 2003 bis 2006 in der Botschaft in Norwegen und von 2007 bis 2009 in der Botschaft in Bolivien. Darauf fungierte er bis 2011 als Spokesman des National Security Council, Senior Director for Press and Communications und Special Assistant des Präsidenten. 2011 bis 2013 war er zunächst geschäftsführender Assistant Secretary of State for Public Affairs, als der er für die Kommunikation mit den Medien zuständig war. Infolgedessen ernannte ihn der Präsident Barack Obama zum Botschafter in Chile, als der er 2014 akkreditiert wurde. Diesen Posten trat er 2016 ab und wirkte beim College of International Security Affairs und bei der Eisenhower School der National Defense University. 2018 ernannte ihn Obamas Nachfolger Donald Trump zum Botschafter in der Demokratischen Republik Kongo. 2022 wurde er Special Envoy for the Horn of Africa.
Hammer ist mit Margret Bjorgulfsdottir verheiratet und hat drei Kinder. Er beherrscht die Spanische Sprache fließend, kann Französisch und Portugiesisch sprechen und kann sich auf Isländisch verständigen.